# Kamlesh Mehta
Kamlesh Mehta (* 1. Mai 1960 in Mumbai) ist ein indischer Tischtennisspieler und -trainer. Er nahm an den Olympischen Spielen 1988 und 1992 teil. 

## Werdegang
Kamlesh Mehta gewann acht Titel bei indischen Meisterschaften. Er trat sowohl bei den Olympischen Spielen 1988 in Seoul als auch bei den Olympischen Spielen 1992 in Barcelona im Einzel- und Doppelwettbewerb an. 1988 gewann er im Einzel viermal und verlor dreimal. Damit landete er auf Platz 25. Im Doppel mit Sujay Ghorpade kam er nach zwei Siegen und 5 Niederlagen auf Platz 21. 1992 gelangen im Einzel zwei Siege, nur ein Spiel ging verloren. Das führte zu Platz 17. Das Doppel, wieder mit Sujay Ghorpade, blieb sieglos bei drei Niederlagen, was nur zum geteilten letzten Platz 25 reichte.
Im Jahre 1989 wurde Kamlesh Mehta in der Weltrangliste auf Platz 78 geführt. Für seine Leistungen für den indischen Sport wurde er 1985 mit dem Arjuna Award ausgezeichnet.
Nach dem Ende seiner aktiven Laufbahn arbeitete er als Trainer für die indische Nationalmannschaft.

## Spielergebnisse
- Olympische Spiele 1988 Einzel[5]
  - Siege: Mariano Domuschiev (Bulgarien), Piotr Molenda (Polen), Jorge Gambra (Chile), Sherif El-Saket (Ägypten)
  - Niederlagen: Kim Gi-Taek (Südkorea), Jörgen Persson (Schweden), Kiyoshi Saito (Japan)
- Olympische Spiele 1988 Doppel mit Sujay Ghorpade[6]
  - Siege: Mourad Sta/Sofiane Ben Letaief (Tunesien), Liu Fuk Man/Chan Chi Ming (Hongkong)
  - Niederlagen: Seiji Ono/Yoshihito Miyazaki (Japan), Alan Cooke/Carl Prean (Großbritannien), Tibor Klampár/Zsolt Kriston (Ungarn), Chen Longcan/Wei Qingguang (China), Erik Lindh/Jörgen Persson (Schweden)
- Olympische Spiele 1992 Einzel[7]
  - Siege: Lu Lin (China), Abdelhadi Legdali (Marokko)
  - Niederlagen: Kim Taek-Su (Südkorea)
- Olympische Spiele 1992 Doppel mit Sujay Ghorpade[8]
  - Siege: -
  - Niederlagen: Ilija Lupulesku/Slobodan Grujić (IOA), Jan-Ove Waldner/Mikael Appelgren (Schweden), Kinjiro Nakamura/Takehiro Watanabe (Japan)